# ColorOS
ColorOS är ett operativsystem som är baserat på Android. Många mobiler av Oppo och äldre mobiler som Realme har lanserat har ColorOS. De första mobilerna som hade ColorOS var Oppo Find  7 och Oppo Find 7a.